# Titularbistum Dionysiopolis
Dionysiopolis (it.: Dionisiopoli) ist ein Titularbistum der römisch-katholischen Kirche.
Es geht zurück auf ein historisches Bistum. Es gehörte zur Kirchenprovinz Hierapolis in Phrygia.
| Titularbischöfe von Dionysiopolis |                                                         |                                                                             |                  |                   |
| Nr.                               | Name                                                    | Amt                                                                         | von              | bis               |
| 1                                 | Albert-Léon-Marie Le Nordez                             | emeritierter Bischof von Dijon (Frankreich)                                 | 9. Dezember 1921 | 29. Januar 1922   |
| 2                                 | Santiago López de Rego y Labarta SJ                     | emeritierter Apostolischer Vikar der Marianen, Karolinen und Marshallinseln | 25. Mai 1923     | 23. August 1941   |
| 3                                 | Joseph Evrard                                           | emeritierter Bischof von Meaux (Frankreich)                                 | 25. Juli 1942    | 10. Dezember 1970 |
| 4                                 | Jean-Édouard-Lucien Rupp Titularerzbischof pro hac vice | Apostolischer Pro-Nuntius Kurienerzbischof                                  | 8. Mai 1971      | 28. Januar 1983   |